# 俺と悪魔のブルーズ
『俺と悪魔のブルーズ』（おれとあくまのブルーズ）は、平本アキラによる日本の漫画作品。講談社の漫画雑誌『月刊アフタヌーン』にて、2004年1月号から連載を開始し、2008年4月号を最後に連載が中断された。単行本は既刊5巻（2015年7月6日時点）。

## 概要
1920年代末のアメリカ合衆国南部を舞台に、悪魔との取引によって超人的なブルーズマンとなったRJの運命を描くスリラー作品。ロバート・ジョンソンの「クロスロード伝説」をモチーフとしている（ただし途中からは完全な創作となっている）。タイトルも、ジョンソンの曲"Me and the Devil Blues"にちなむ。「ウエストロードブルーズバンド」の永井隆が監修として参加。それまでのギャグ主体の平本作品とは大きく一線を画した作風となっている。

### 連載中断と再開
連載途中から頻繁に休載するようになり、2008年4月号を最後に中断した。同年6月号を最後に、巻末にも「『俺と悪魔のブルーズ』は休載いたします」といった文言が掲載されなくなったことから、事実上打ち切り状態になった。
その後、同社『月刊少年シリウス』2010年9月号の同作者『アゴなしゲンとNEMESIS物語』の冒頭において、「現在、平本アキラ氏は『俺悪』の第1部・完を目指し描きだめ中なのです!」という作者近況の一文があり、水面下で執筆が進められているものと見られていた。
そして2014年、同社『ヤングマガジンサード』創刊号にて正式に連載再開が決定した。9月5日に発売された同号においては単行本未収録分が2話掲載されており、Vo.5から完全新作が最終章として発表されると告知された。

## あらすじ
さえない農園労働者であるRJは、週末に酒場でブルーズを聞くのが楽しみの平凡な黒人青年。ブルーズマン気取りでギターを弾くときもあるが、腕前は平凡以下。ブルーズマンを目指す夢もなおざりなまま日々を送っていた。
我が子の誕生も間近な月夜の晩に、RJは十字路の悪魔と取引したことにより超人的なブルーズの才能を手に入れた。しかし、その代償であるかのように、RJは家族の縁を失い、追われるように故郷を離れる。
ブルーズマンとして生きる決意をし、悪魔と思しき謎の男・アイクと連れ立って放浪の旅に出たRJ。その演奏に引きつけられるように現れた、犯罪者の白人青年・クライド。二人の運命は複雑に交錯し、様々な出来事に巻き込まれていく……。

## 登場人物
RJ
農夫の一家の娘を嫁にもらい、自身も農業に勤める黒人の青年。
ブルーズが好きで、ブルーズを聞くために頻繁にジューク（黒人御用達の居酒屋兼ライブハウス）に通う。ブルーズマンを目指しているにも拘らずギターが下手なので、ジュークに集まる仲間に馬鹿にされていた。ある日の夜、十字路で悪魔と取引したことでギターの才能を得る。しかしその代償は妻と子の命であり、彼はそれをきっかけに旅に出る事になる。
行く先々でブルーズを弾いて路銀を稼いでいたが、その音を耳にしたクライドによって半ば力づくで同行を余儀なくされ、道々クライドの起こすトラブルに巻き込まれてゆくこととなる。またその過程で「右手の指が10本になる」という現象があらわれ、同時にその指を使ったブルーズは人の心を激しく揺さぶる演奏となった。
ヴァージニア・トラヴィス
RJの妻。神への信仰心が篤く、働き者である。お産の際に、わが子と一緒に命を落とす。
クライド
脱獄中の白人青年。脱獄を手伝ってくれた恋人「ボニー」と再会するための旅路の傍ら、RJを町で見かけ、半ば強制的に同行させる。
極めて直情的かつ短気な性格をしており、窃盗などの犯罪を平気でおかすなど倫理観にも乏しい。しかしその反面、この時代の白人としては珍しく黒人に対する差別意識を示す様子はなく、またRJが自分の罪をかぶってリンチに合いそうな時は命の危険を顧みず救助に向かうなど、独特の価値判断を見せることがある。
いっぱしのギャングとして大成するのが夢。
モデルは実在したギャングのボスであるクライド・バロウ。物語序盤で恐らく未来の時系列として、恋人でありギャングメンバーのボニー・パーカーとともに、警官隊の銃撃を受けて死亡する史実通りの場面が描写された。

## 単行本
- 平本アキラ『俺と悪魔のブルーズ』講談社〈アフタヌーンKC〉既刊4巻。
  1. 2005年1月21日発行・同日発売 ISBN 4-06-314365-1
  2. 2005年8月23日発行・同日発売 ISBN 4-06-314388-0
  3. 2006年7月21日発行・同日発売 ISBN 4-06-314420-8
  4. 2007年9月21日発行・同日発売 ISBN 4-06-314467-4
  5. 2015年7月6日発行・同日発売 ISBN 4-06-382572-8 (ヤンマガKCスペシャル)